# Jeunesse sportive Saint-Eugène
Pour les articles homonymes, voir JSSE (homonymie).
Maillots
La Jeunesse Sportive de Saint-Eugène (en arabe : الجمعية الرياضية لسانت أوجين), plus couramment abrégé en JS Saint-Eugène, est un club de football algérien fondé en 1919 et disapru en 1962, et situé à Saint-Eugène, quartier de la ville d'Oran. Il évoluait au stade municipal de Saint-Eugène (actuellement stade Fréha Benyoucef).

## Histoire
La Jeunesse Sportive de Saint-Eugène est créée en 1919 au quartier Saint-Eugène du centre ville d'Oran par des colons européens qui étaient des amateurs du sport et du football du quartier. Le groupe fondateur était constitué des frères Garcia, Jurado, Vives, Fernandiz, Pissembon, Paiz, Defoli et bien d'autres personnes. Le club fait ses débuts dans le modeste stade de la Plana avant d'évoluer sur le futur stade municipal de Saint-Eugène.
Le premier match officiel du club se déroule à Gambetta au stade de Turin contre le Violette Club Oranais qui se termina sur le score de quatre buts à zéro en faveur de la JS Saint-Eugène. Le second match fut joué au stade de la Plana contre la même équipe et se solda par le score de six buts à un en faveur de la Jeunesse confirmant le bon début du club.
C'est grâce à ces deux matchs joués contre la Violette Club Oranais que la JS Saint-Eugène a choisi la couleur violette pour le club.
Le club a évolué en Championnat de la Ligue d'Oranie et en Championnat d'Algérie CFA.

## Palmarès Section football
Le palmarès de la JS Saint-Eugène est le suivant :

### Section football
| Compétitions nationales |
| --- |
| - Championnat d'Oranie (0) : - Troisième : 1958-59. - Championnat de Promotion d'Honneur d'Oranie (3) : - Champion : 1937-38, 1939-40 et 1954-55. - Vice-champion : 1936-37 - Troisième : 1951-52 et 1952-53. |

### Classement en championnat d'Oranie par année
- 1920-21 :
- 1921-22 :
- 1922-23 :
- 1923-24 :
- 1924-25 :
- 1925-26 :
- 1926-27 :
- 1927-28 :
- 1928-29 :
- 1929-30 :
- 1930-31 :
- 1931-32 :
- 1932-33 :
- 1933-34 :
- 1934-35 : Promotion d'Honneur, 8e
- 1935-36 : Promotion d'Honneur, ?e
- 1936-37 : Promotion d'Honneur, 2e
- 1937-38 : Promotion d'Honneur, 1re  Champion
- 1938-39 : Division d'Honneur, ?e
- 1939-40 : Promotion d'Honneur, 1re  Champion
- 1940-41 : Division d'Honneur, ?e
- 1941-42 : Division d'Honneur, ?e
- 1942-43 :
- 1943-44 :
- 1944-45 :
- 1945-46 :
- 1946-47 : Promotion d'Honneur, 6e
- 1947-48 : Promotion d'Honneur, ?e
- 1948-49 : Promotion d'Honneur, ?e
- 1949-50 : Promotion d'Honneur, ?e
- 1950-51 : Promotion d'Honneur, 9e
- 1951-52 : Promotion d'Honneur, 3e
- 1952-53 : Promotion d'Honneur, 3e
- 1953-54 : Promotion d'Honneur, ?e
- 1954-55 : Promotion d'Honneur, 1re  Champion
- 1955-56 : Division d'Honneur, ?e
- 1956-57 : Division d'Honneur, ?e
- 1957-58 : Division d'Honneur, ?e
- 1958-59 : Division d'Honneur, 3e
- 1959-60 : CFA Algérie, ?e
- 1960-61 : CFA Algérie, ?e
- 1961-62 : CFA Algérie, ?e Compétition arrêter

## Palmarès du Club Omnisports

### Section basketball
- Championnat d'Afrique du Nord de basket-ball
  - Champion féminine (3): 1946, 1947 et 1948

## Joueurs du passé
Quelques joueurs qui ont marqué l'histoire de la Jeunesse sportive de Saint-Eugène.
- Fernand Garcia, (joueur du Joué-lès-Tours FCT)
- Jean-Pierre Mira, (joueur du Hércules de Alicante)
- Guy Bourguignon, (SC Draguignan; 1962-64 et l'AS Cannes; 1964-69)
- Antoine Funes
- Ernest Garcia
- Pierre Garcia
- André Mira
- Fernand Peral
- Paul Vincent Ros